# يو إف سي ليلة القتال: لويس ضد براون
يو إف سي ليلة القتال: لويس ضد براون (بالإنجليزية: UFC Fight Night: Lewis vs. Browne)‏ هو حدث لفنون القتال المختلطة نظمته يو إف سي، أُقيم في 19 فبراير 2017، على مركز سكوتيابنك في هاليفاكس، نوفا، كندا.